# Tengerparti sóvirág
A tengerparti sóvirág (Limonium vulgare) a szegfűvirágúak (Caryophyllales) rendjébe, ezen belül az ólomgyökérfélék (Plumbaginaceae) családjába tartozó faj.
Nemzetségének a típusfaja.

## Előfordulása
A tengerparti sóvirág elterjedési területe az Ibériai-félsziget, valamint Dél- és Nyugat-Európa - beleértve a Brit-szigetet is. Skandináviában és Szíriában is vannak állományai.

## Megjelenése
A tengerparti sóvirág 15-50 centiméter magas, mélyen gyökerező, tövénél elfásodó szárú, kopasz, évelő növény. Szára hengeres, bordázott és elágazik, virágzattal zárul, rajta csak apró, pikkely alakú levelek találhatók. A tőlevelek csokrot képeznek, felállók, örökzöldek, bőrneműek, 5-15 centiméter hosszúak és 1,5-3 centiméter szélesek, alakjuk fordított lándzsa vagy lapát alakú, nyélbe keskenyednek, csúcsuk lekerekített, rövid tüskés heggyel. A levélnyél 2 milliméter széles. A virágzat bugás, síkba kiterülő oldalágain sűrűn álló, egy oldalra néző, kétvirágú füzérkékben helyezkednek el a 6-8 milliméteres virágok. Tölcsér alakú csészéjük és két, nem egyforma nagyságú előlevelük hártyás. A párta kékes-ibolya színű, csak a tövénél forrt.

## Életmódja
A tengerparti sóvirág a tengerpartok sós térségeinek lakója. Nyirkos, homokos agyagtalajokon nő. A virágzási ideje augusztus–szeptember között van.

## Rokon fajok
A tengerparti sóvirág rokon a Limonium sinuatummal, amely a Földközi-tenger környékén és a Kanári-szigeteken nő; dísznövényként is ismert.

## Képek

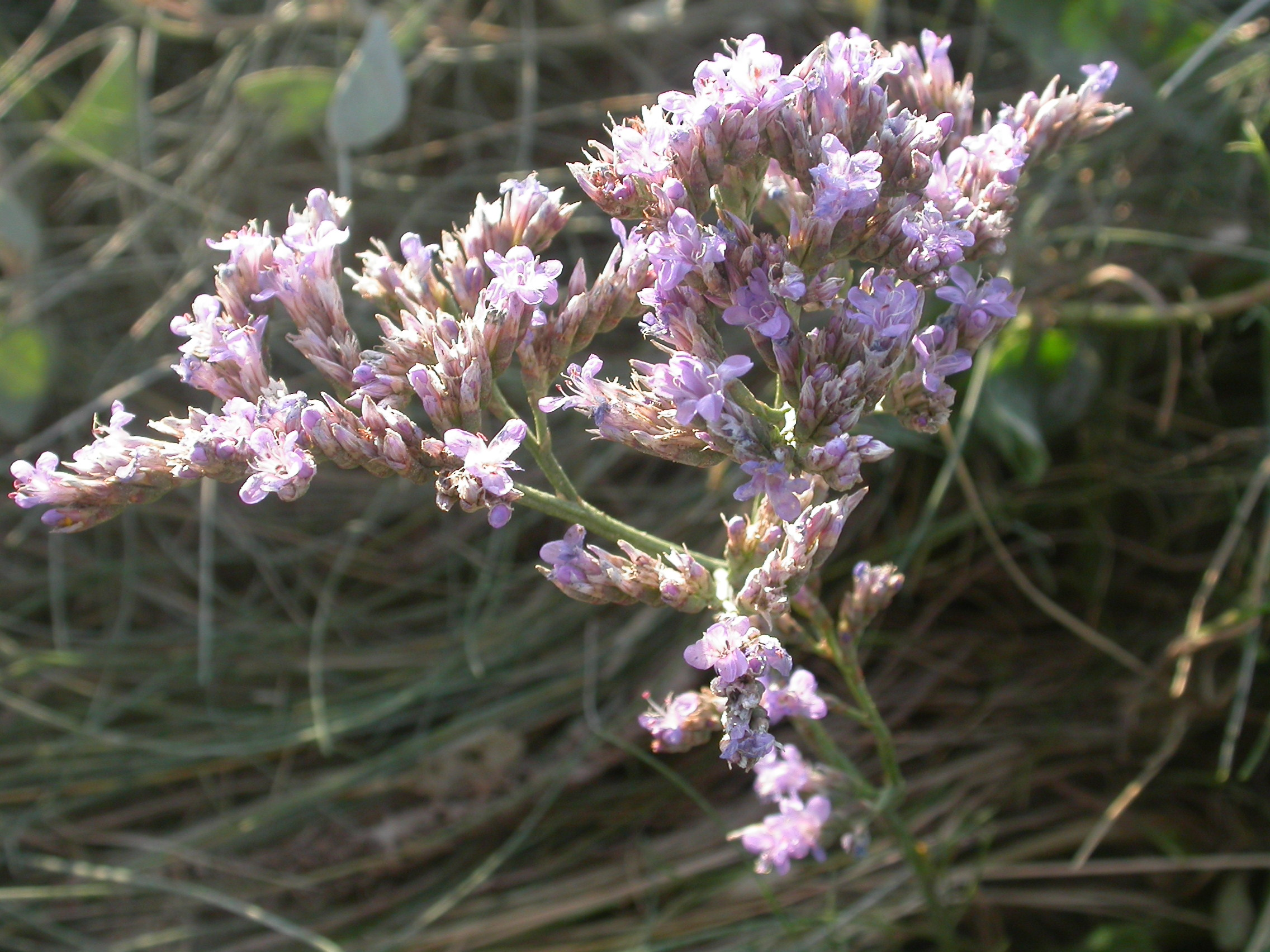
Virágai
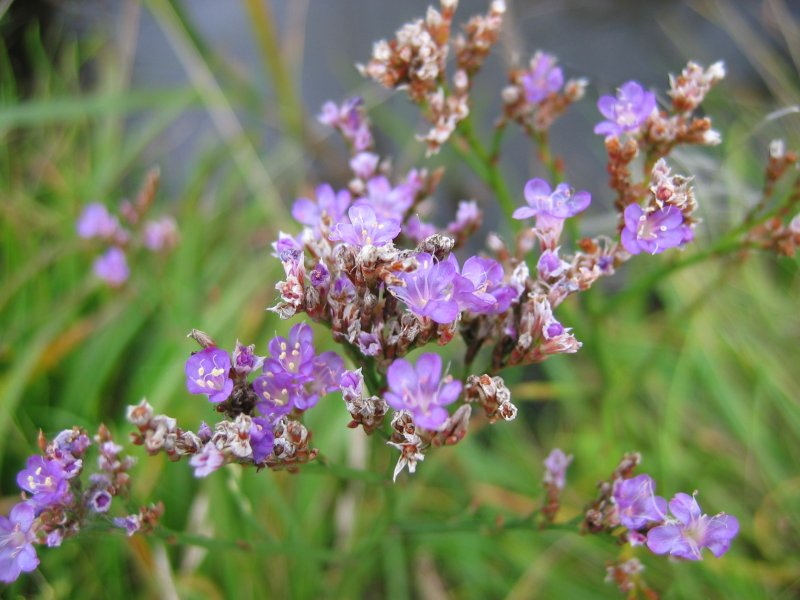
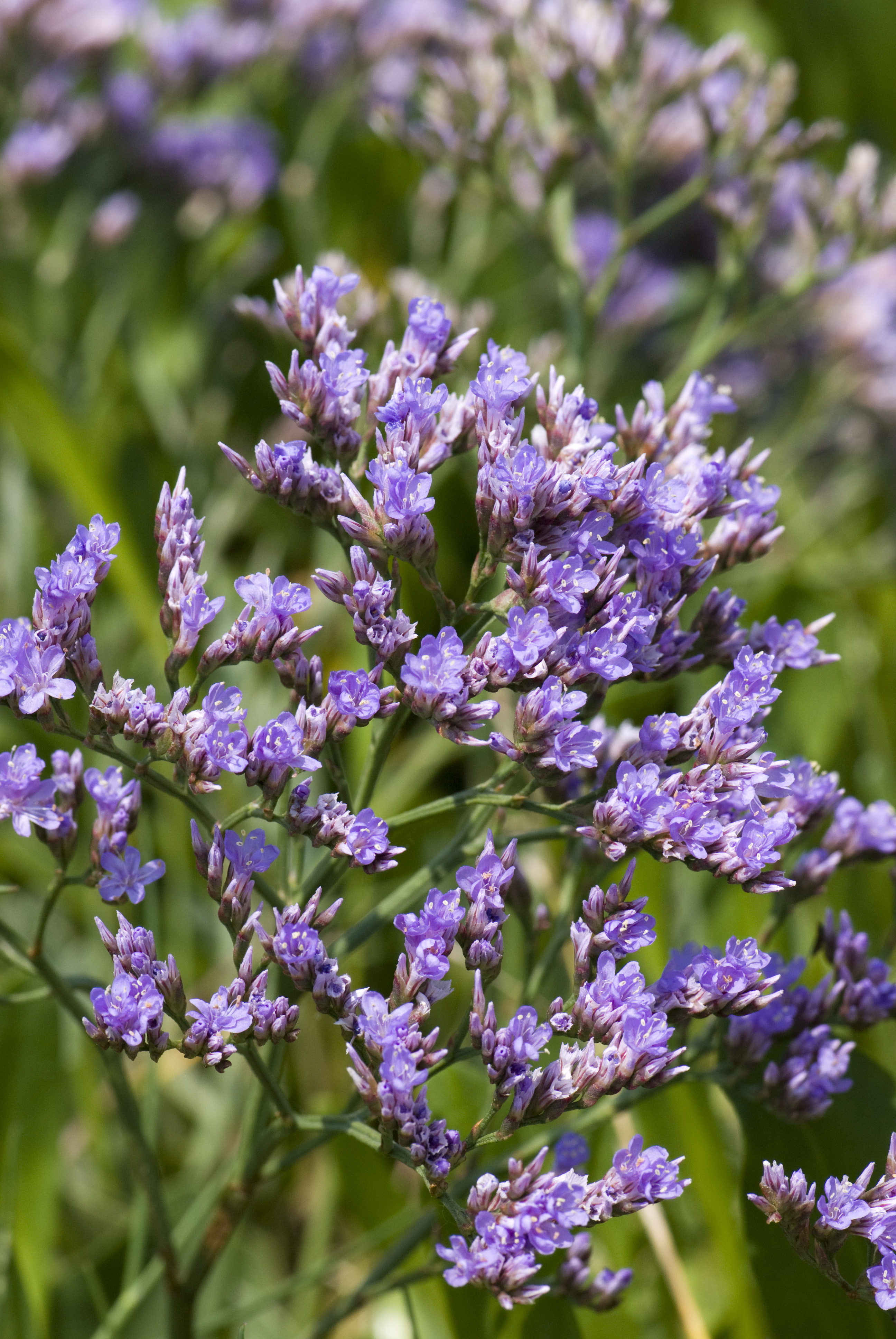
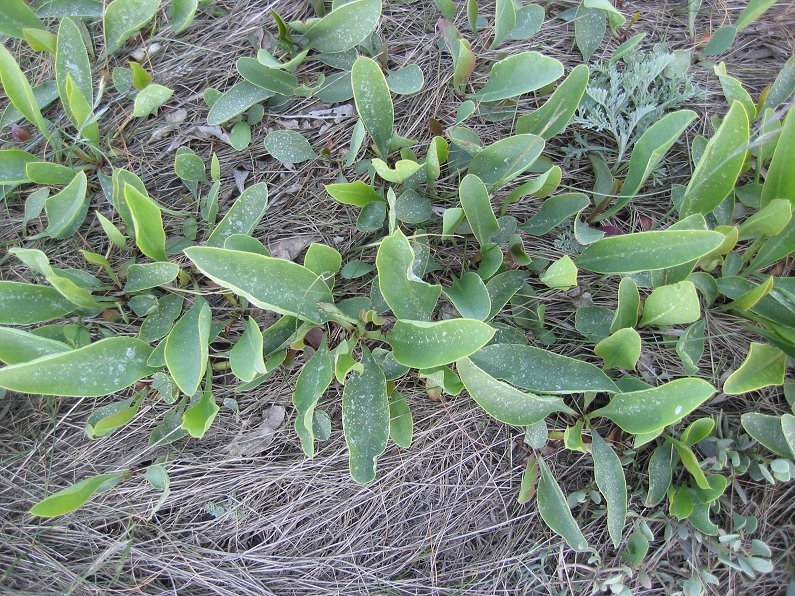
Levelei
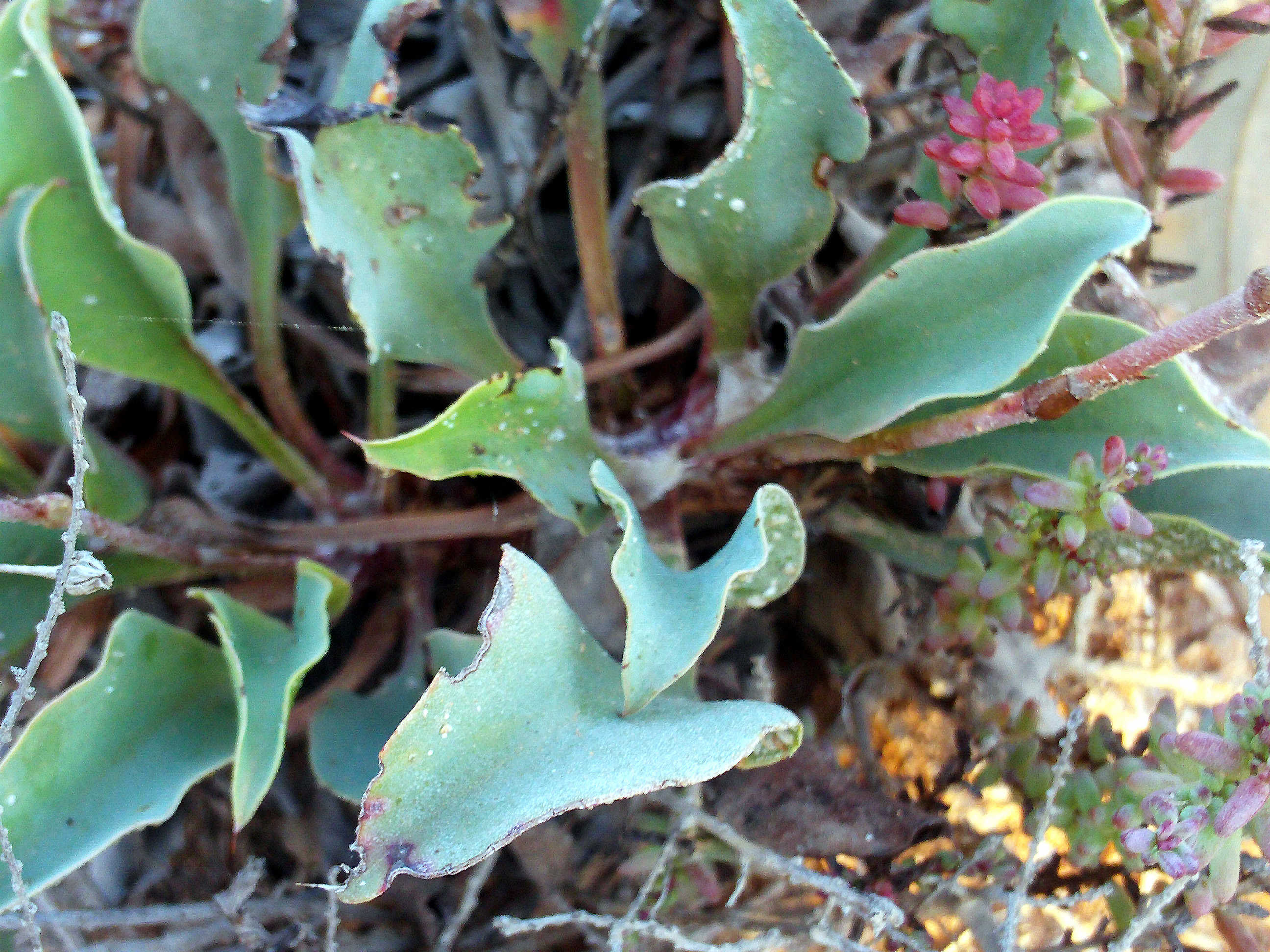
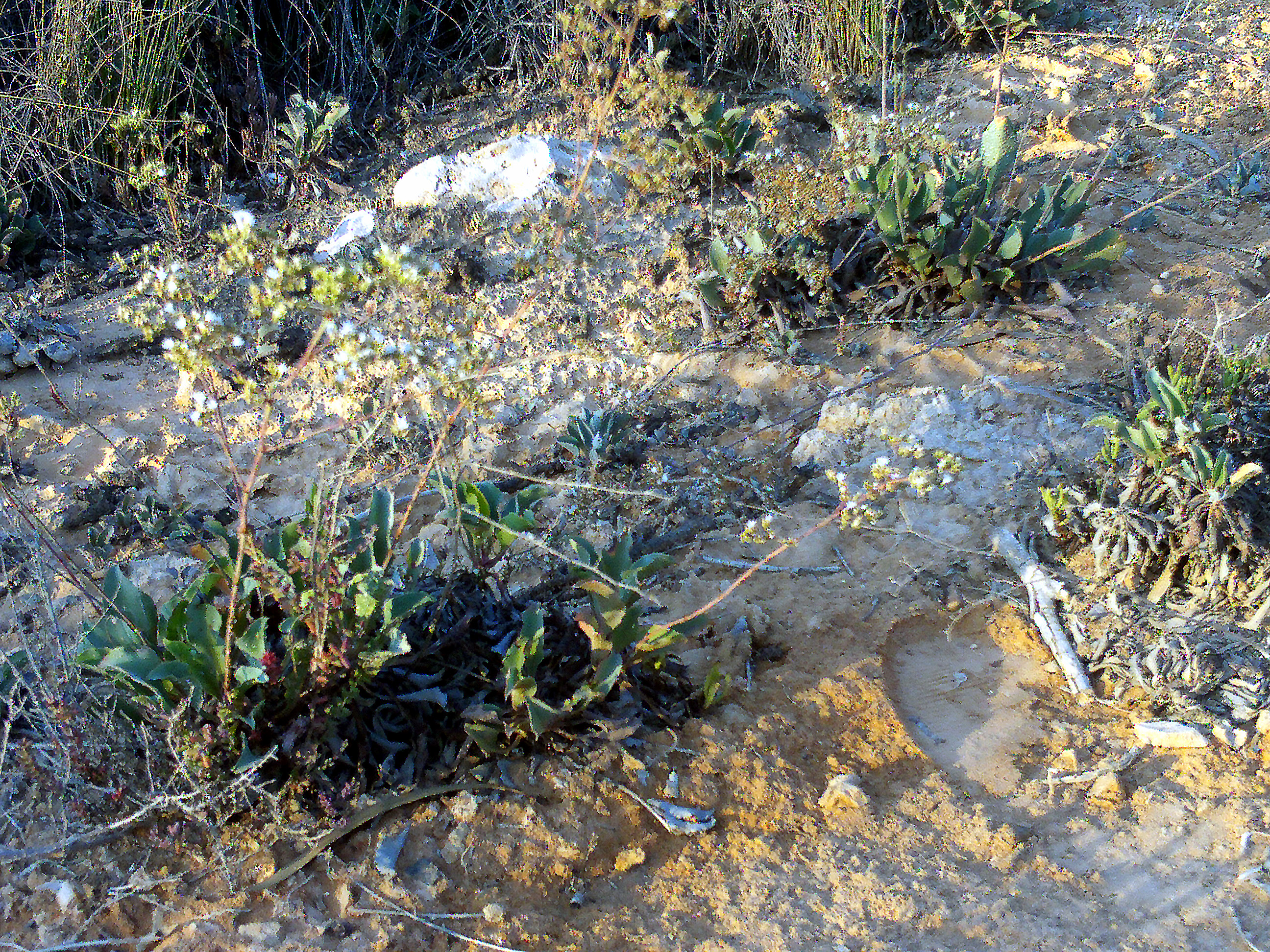
A természetes élőhelyén
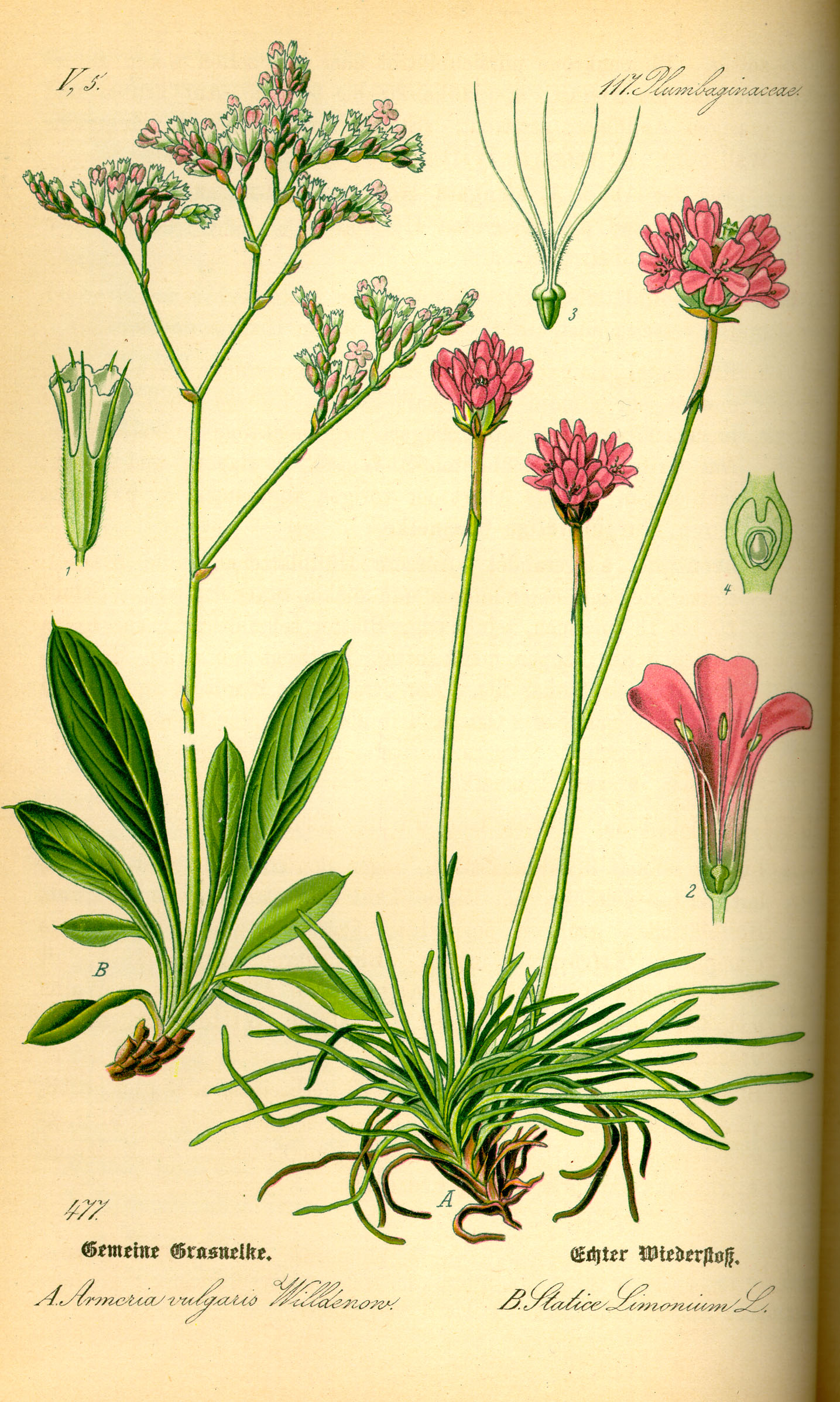
Rajz a növényről